# Freeport (Nuova Scozia)
Freeport è un villaggio del Canada, situato nella provincia di Nuova Scozia.